# Marcos Cáceres
Marcos Antonio Cáceres Centurión, né le 5 mai 1986 à Asunción, est un footballeur paraguayen qui évolue au poste de défenseur au Club Guaraní.

## Biographie

### Carrière en club

#### Cerro Porteño
Il débute en 2006 avec le club paraguayen du Cerro Porteño. Il joue avec ce club 18 matchs, ne recevant aucun carton rouge ou carton jaune durant cette période. Il est ensuite transféré au Racing, en Argentine, en 2007.

#### Racing Club
Il arrive en 2007 dans le club argentin, et joue au total 104 matchs en championnat, marquant 2 buts. Lors de l'année de 2012, il est transféré au Newell's Old Boys.

#### Newell's Old Boys
Un an après son arrivée, à Newell's, il remporte le Tournoi Final 2013 d'Argentine, et il est demi-finaliste de la Copa Libertadores 2013, avec une solide équipe composée de grands joueurs tels que Gabriel Heinze, Maximiliano Rodriguez et Ignacio Scocco. L'équipe est alors entraînée par Gerardo Martino.

### Carrière en équipe nationale
Il est sélectionné pour la première fois en équipe du Paraguay en août 2007, alors que l'équipe est entraînée par Gerardo Martino, pour une rencontre. Sa première convocation en match officiel date du 28 mai 2009, lors des éliminatoires de la coupe du monde 2010 (Amérique du Sud),. 
Il fait partie du groupe qui participe à la Copa América 2011. L'équipe du Paraguay perd la finale contre l'Uruguay.
Il compte 21 sélections en équipe du Paraguay entre 2007 et 2015.